# Grignols (Gironda)
 Grignols  es una población y comuna francesa, situada en la región de Aquitania, departamento de Gironda, en el distrito de Langon y cantón de Grignols.

## Demografía
| 1333 | 1266 | 1195 | 1130 | 1063 | 1058 |
| Para los censos de 1962 a 1999 la población legal corresponde a la población sin duplicidades (Fuente: INSEE [Consultar]) |      |      |      |      |      |